# Isengard (svensk musikgrupp)
Isengard var ett power metal-band från Vikingstad som bildades 1988 och var aktivt fram till 2001. Bandet återförenades igen 2011 och släppte EP:n Sail Into Orion år 2013, men splittrades på nytt 2016.

## Medlemmar
Senaste medlemmar
- Uffe Tillman – trummor (1988–2001, 2011–2016)
- Fredrik Broman – basgitarr (1988–2001, 2011–2016)
- Ronnie Andréson – gitarr (1988–2001, 2011–2016), sång (1992–1994)
- Peter Högberg – sång (2011–2016)
- Helena Åström – sång (2013–2016)
- PeO Lövholm – keyboard (2013–2016)

Tidigare medlemmar
- Janne "Goat" Tillman – basgitarr (1988–2001, 2011–2014)
- Anders "Gurra" Gustavsson – sång (1992)
- Tony "Odin" Ulvan – sång (1994–1996)
- Tommy Adolfsson – sång (1996–1997)
- Linus Melchiorsen – sång (1998–2000)
- Morgan J. Johansson – sång (2001)

## Diskografi
Demo
- Atomic Winter (1992)

Studioalbum
- Feel No Fear (1994)
- Enter the Dragon Empire (1996)
- Crownless Majesty (2001)

EP
- Under the Dragons Wing (1995)
- Sail into Orion (2013)